# Eden Project

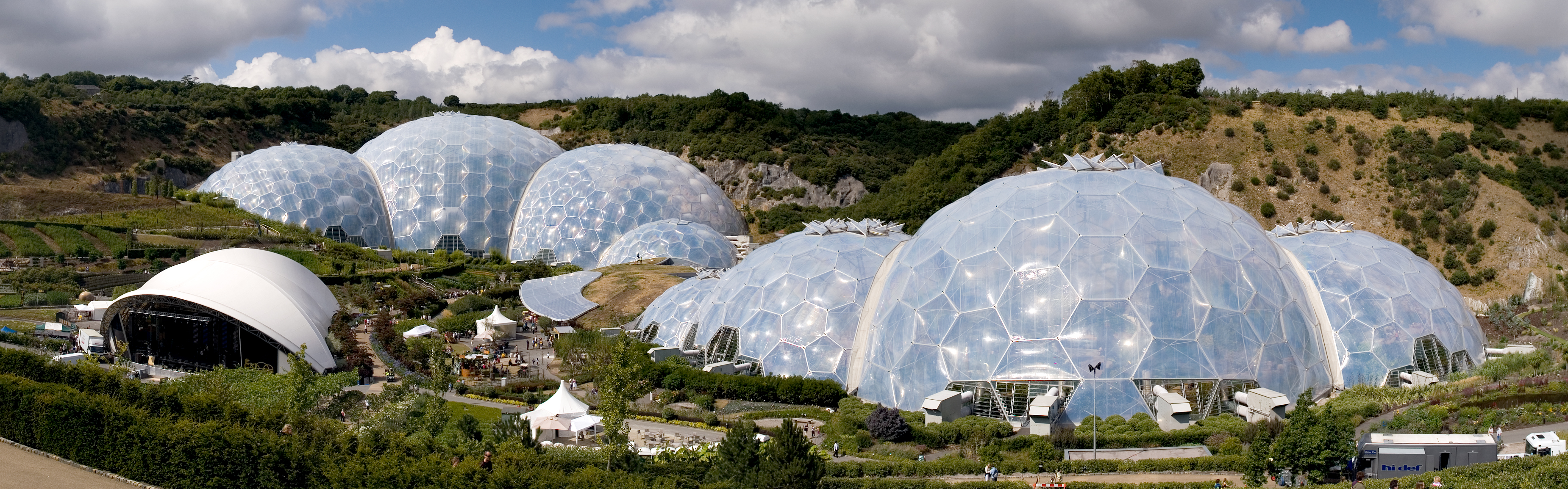
Geodetische koepels die de twee kassencomplexen vormen

Het Eden Project is een botanische tuin in Bodelva (Cornwall), 5 km buiten St Austell. De botanische tuin bestaat onder meer uit twee kassencomplexen die worden gevormd door meerdere geodetische koepels. De botanische tuin is gebouwd op een voormalige winningsplaats van kaolien.

## Geschiedenis
Het non-profitproject is in 1997 opgericht door Tim Smit en architect Jonathan Ball. Later is architect Nicholas Grimshaw bij het project betrokken. De twee Britse bouwbedrijven Sir Robert McAlpine plc en Alfred McAlpine plc hebben gedurende achttien maanden de aanleg van het project verzorgd. Deze bedrijven hebben dit gedaan met de afspraak dat ze alleen betaald zouden worden als het project een succes zou worden.
Het bezoekerscentrum is in mei 2000 geopend. Op 17 maart 2001 is gehele complex voor het publiek geopend. Sindsdien hebben meer dan 7,5 miljoen mensen de botanische tuin bezocht.
In de loop van de tijd heeft het Eden Project gediend als het decor van diverse evenementen. Op 2 juli 2005 heeft hier een podium gestaan van Live 8. Tijdens andere gelegenheden hebben artiesten als Moby, Keane, Basement Jaxx en Brian Wilson hier opgetreden. Het Eden Project heeft gediend als filmlocatie voor de James Bondfilm Die Another Day.

## Inrichting
De botanische tuin bestaat uit twee kassencomplexen en een omliggend terrein met diverse gebouwen. In de tuin groeien meer dan een miljoen planten die circa vijfduizend soorten vertegenwoordigen. In de twee kassencomplexen worden biomen nagebootst. Volgens eigen zeggen zijn het de grootste broeikassen in de wereld. De kassen zijn gemaakt van zeshoeken van diverse formaten. De grootste zeshoeken hebben een diameter van circa 9 m. Het frame bestaat uit gegalvaniseerde stalen buizen. De ruiten bestaan uit ETFE-folie van drie lagen. Naast de planten die in de kassen voorkomen, zijn er ook dieren als insecten (onder meer vlinders, sluipwespen en bidsprinkhanen), vogels en hagedissen (onder meer gekko's) aanwezig. Deze dieren functioneren onder andere als biologische bestrijder van plaaginsecten.
In het Humid Tropics Biome (ook wel Rainforest Biome) wordt een tropisch regenwoud nagebootst. Dit kassencomplex is qua klimaat vergelijkbaar met de kas Climatron van de Missouri Botanical Garden. Het kassencomplex heeft een oppervlakte van 1,55 ha en is 55 m hoog, 100 m breed en 200 m lang. Tropisch regenwoud uit Zuid-Amerika, West-Afrika en Maleisië wordt in het Rainforest Biome nagebootst. Tropische nutsgewassen als ananas, carambola, passievrucht, banaan, bamboe, Braziliaanse rubberboom, cashew, roze maagdenpalm, kokospalm, oliepalm, sagopalm, sapodilla, suikerriet, cassave, zoete aardappel, cacaoboom, paksoi, mango, vleugelboon, taro, teakboom, rijst, koffieplant, zuurzak, custardappel, broodboom, nangka, aki, Surinaamse kers, jaboticaba, orleaanboom en colaboom worden er gekweekt. Ook Amorphophallus titanum groeit hier. Er worden planten gehouden die van nature alleen op tropische eilanden groeien zoals coco de mer en Impatiens gordonii van de Seychellen. Tevens worden er planten gehouden die endemisch zijn op Sint-Helena.
In het Warm Temperate Biome (ook wel Mediterranean Biome) wordt een mediterraan klimaat nagebootst. Deze kas heeft een oppervlakte van 0,65 ha en is 35 m hoog, 65 m breed en 135 m lang. In deze kas worden planten gehouden die van nature voorkomen in het Middellandse Zeegebied, Zuid-Afrika en Californië. Onder andere planten uit de lookfamilie waaronder ui, knoflook en sjalot worden hier gekweekt. Een andere groente die er wordt gekweekt is de aubergine. Ook worden er planten uit de wijnruitfamilie zoals citrussen gekweekt. De kurkeik uit het Middellands Zeegebied komt er voor. Planten uit het fynbos als irissen, lelies en orchideeën komen hier ook voor.
Buiten het kassencomplex worden planten gekweekt in het zogeheten Outdoor Biome. Onder meer nutsgewassen uit gematigde streken als gerst, hop, wede en wilde reseda worden hier gekweekt. Ook groeien hier planten die van nature in Cornwall voorkomen.
The Core is een gebouw dat dienstdoet als educatief centrum. Hierin worden diverse tentoonstellingen gehouden. Hierin worden onder meer diverse items getoond met betrekking tot plantkunde en biodiversiteit.
In het bezoekerscentrum is een winkel gevestigd waarin diverse producten kunnen worden aangeschaft zoals planten, bloembollen, zaden, boeken, kleding, tassen, dvd's en verschillende accessoires. De producten zijn zo veel mogelijk van duurzame materialen vervaardigd.
Het Eden Project heeft een eigen kwekerij die op een locatie buiten de feitelijke botanische tuin is gevestigd. Hier worden planten opgekweekt voordat ze in de botanische tuin worden uitgeplant. Daarnaast is er een uitgebreide zaadbank aanwezig.
Een nieuw gebouw dat aangelegd zal gaan worden is The Edge. In dit gebouw zal een woestijn met een oase en watertuinen gevestigd gaan worden. Het gebouw zal gebruik gaan maken van duurzame energiebronnen als wind- en zonne-energie. De watervoorziening zal worden verzorgd door een waterbekken dat regenwater opvangt en zal worden gevestigd op het dak van het gebouw.

## Samenwerkingsverbanden
Het Eden Project werkt samen met vele niet-gouvernementele organisaties, onderzoeksinstituten, universiteiten, botanische tuinen en individuele wetenschappers over de hele wereld. Tevens is het Eden Project aangesloten bij de American Public Gardens Association en bij Botanic Gardens Conservation International, een non-profitorganisatie die botanische tuinen samen wil brengen in een samenwerkend netwerk om te komen tot het behoud van de biodiversiteit van planten.

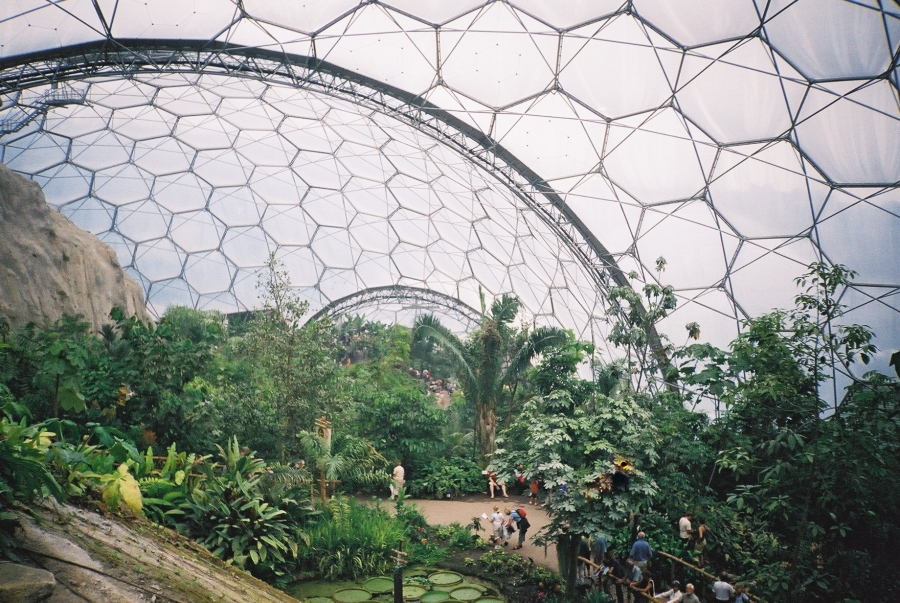
Binnen het Humid Tropics Biome
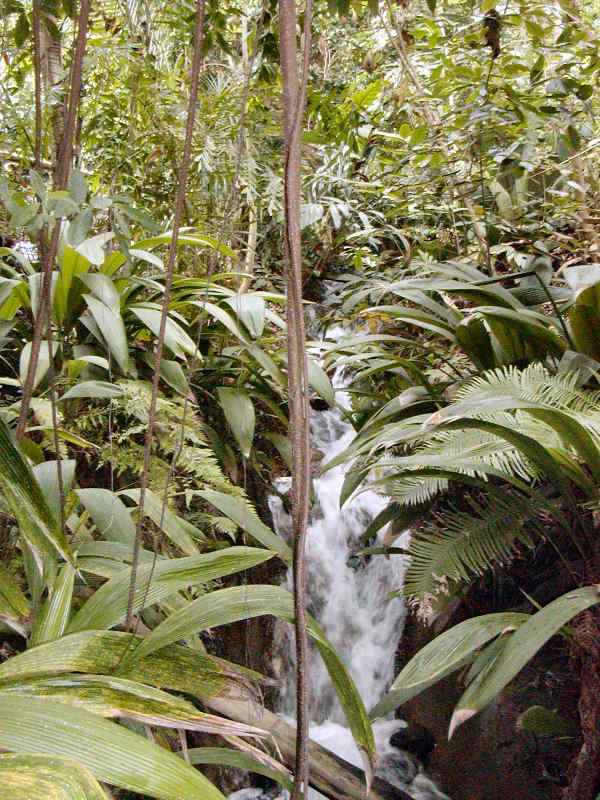
Planten in het Humid Tropics Biome
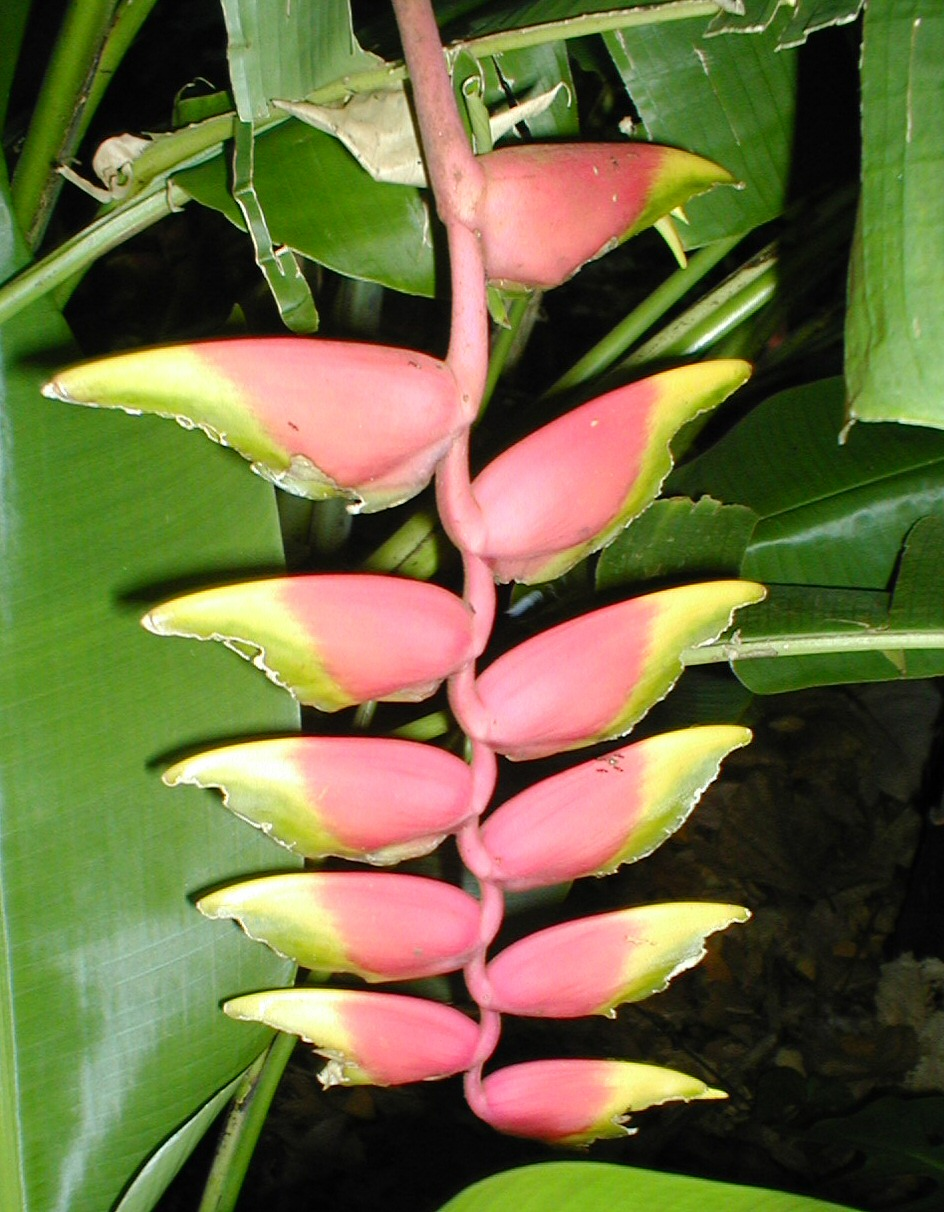
Heliconia rostrata
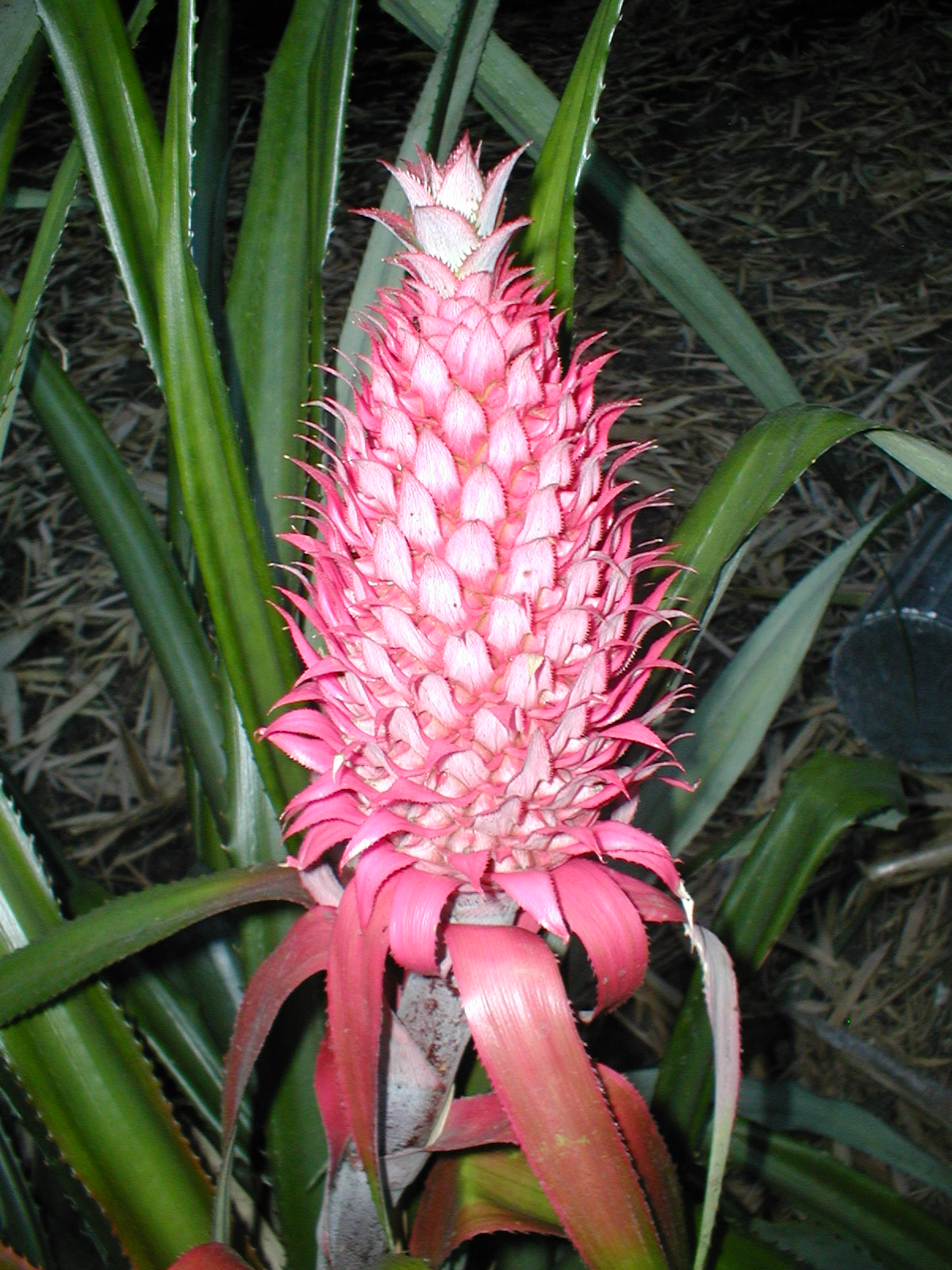
Ananas
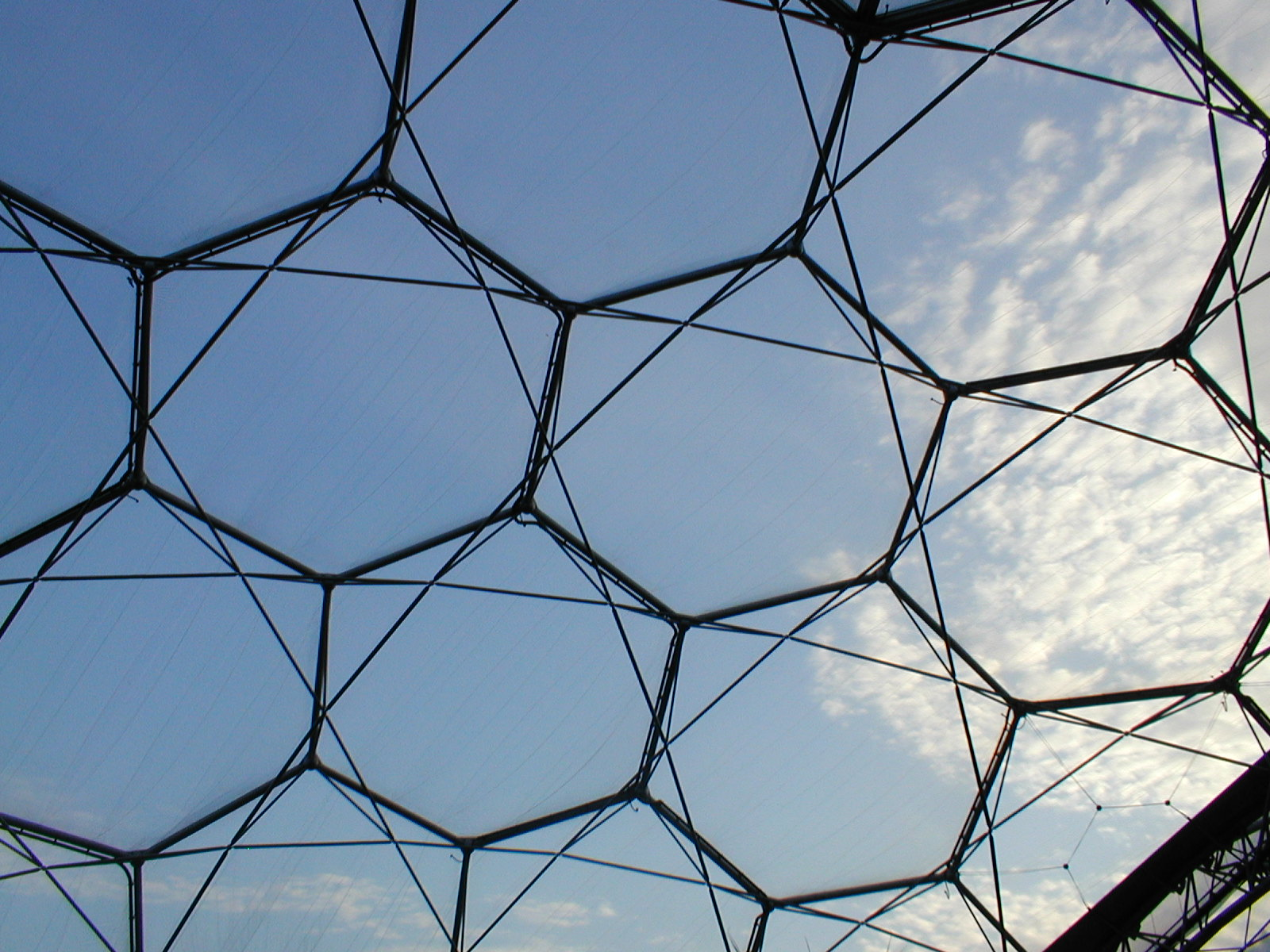
Zeshoekige ruiten
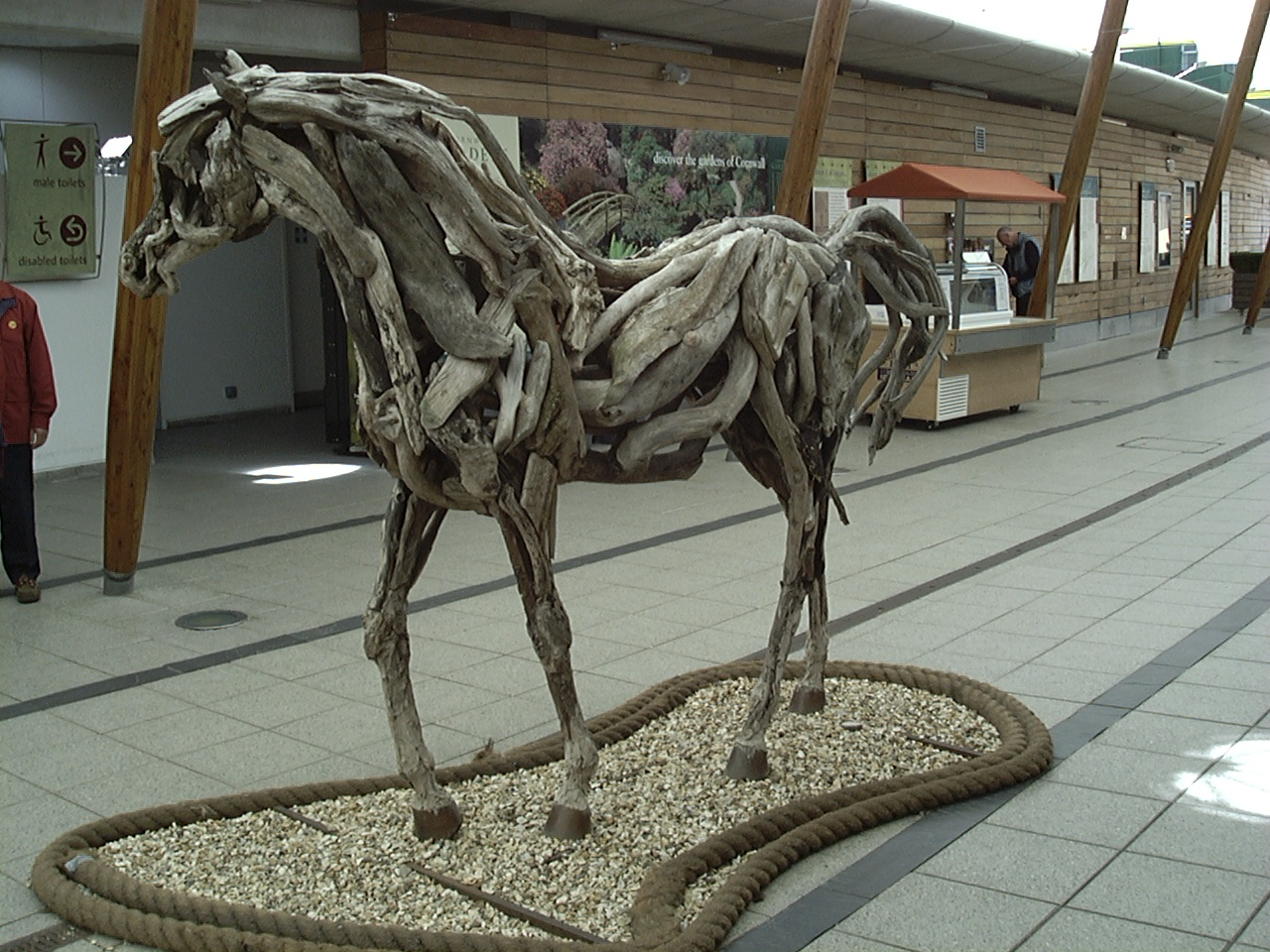
Sculptuur van een paard bij de hoofdingang
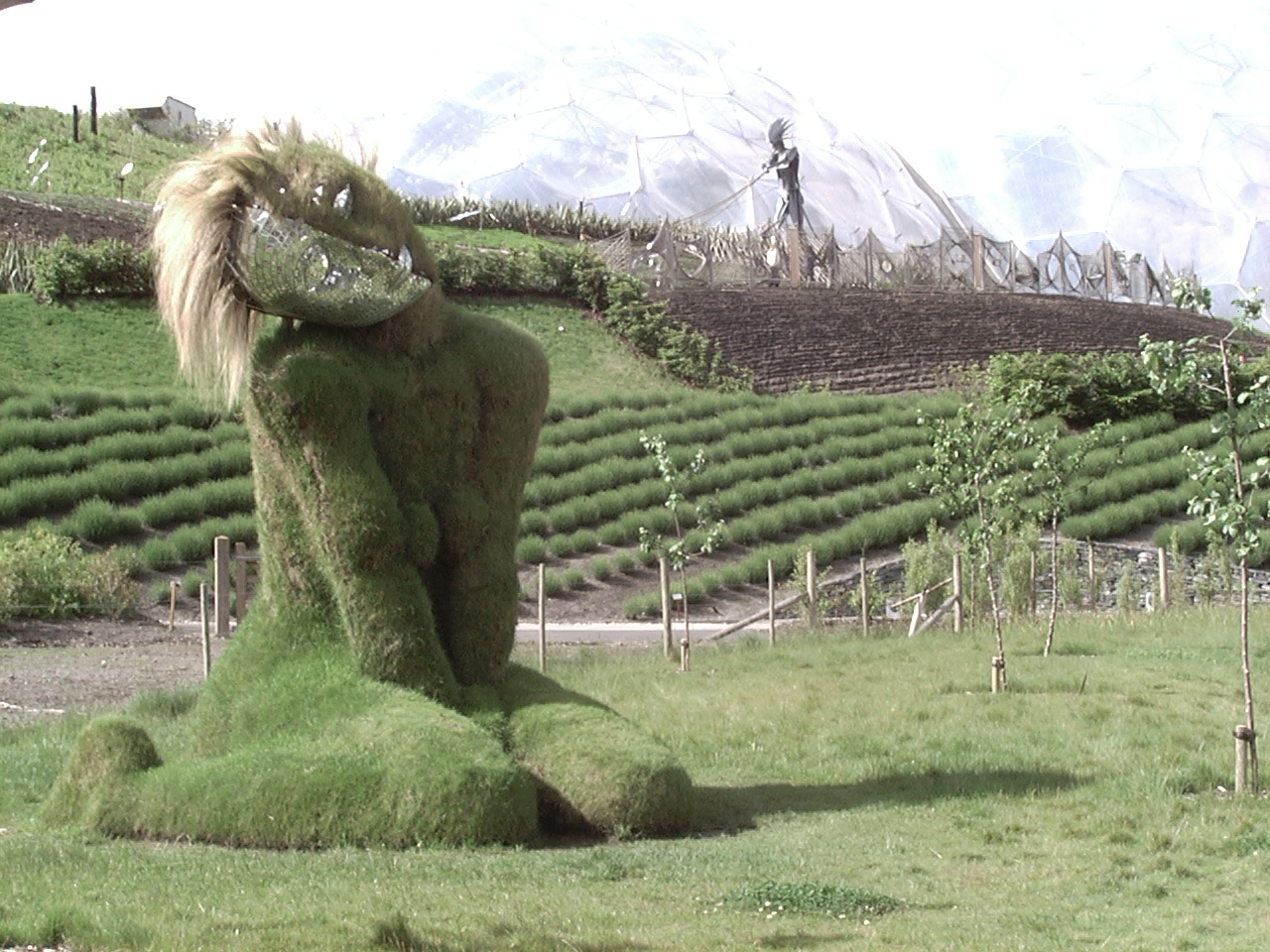
Sculptuur van met gras begroeide grond
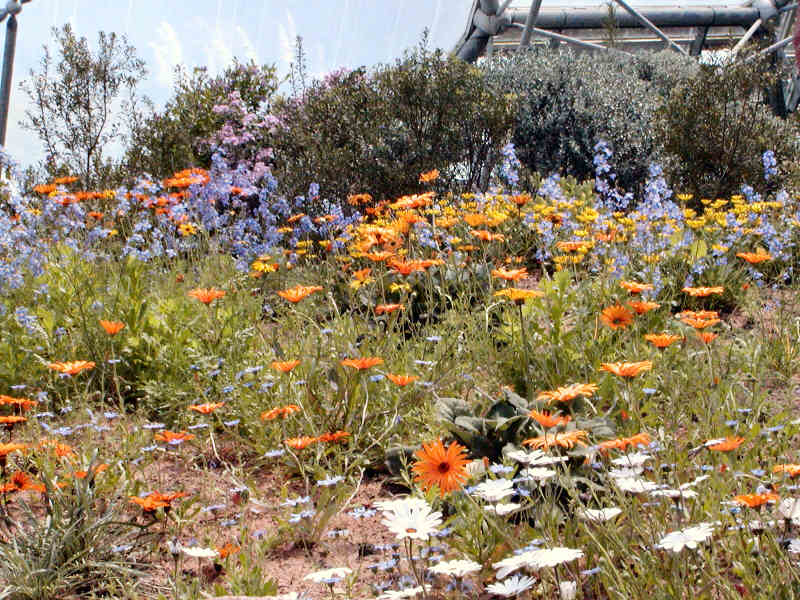
Prairie-bloemen
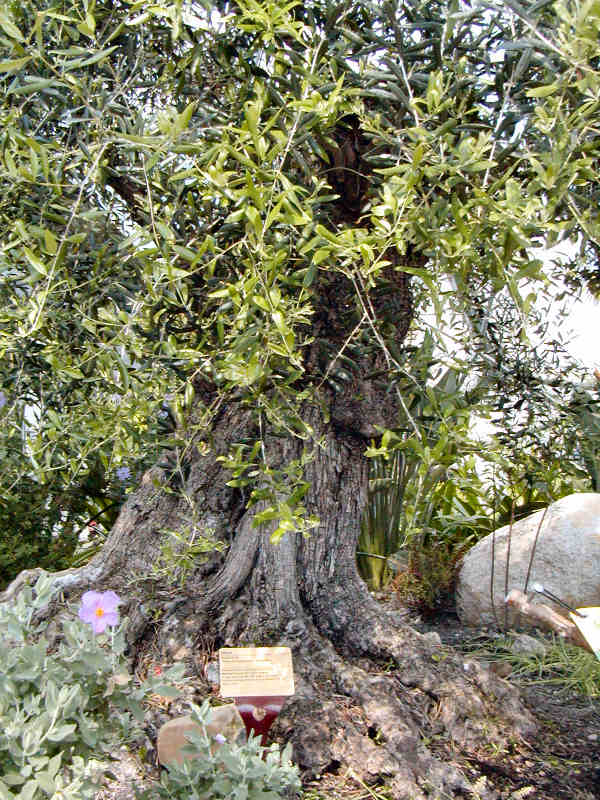
Olijfboom
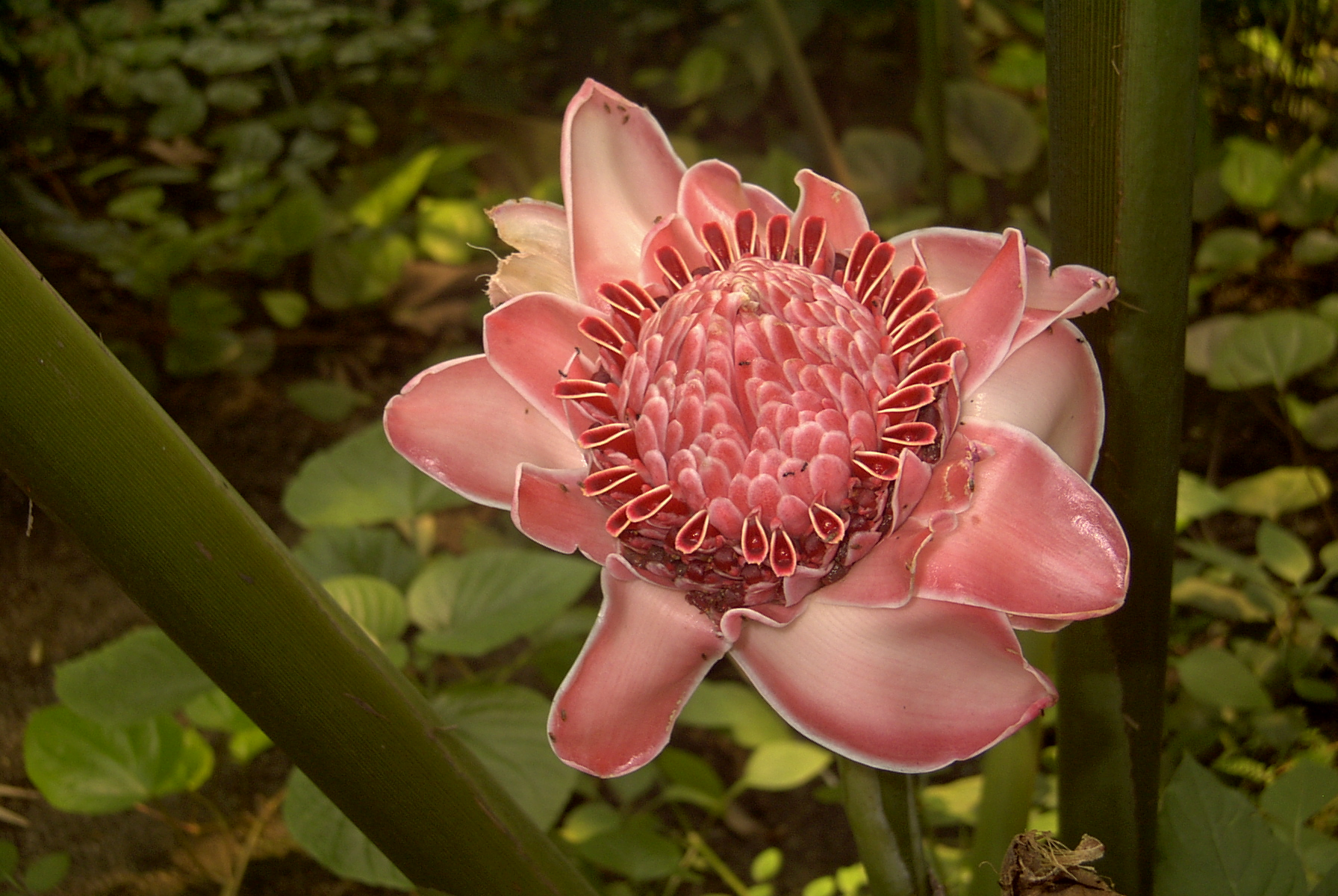
Etlingera elatior